# Patellina
Patellina, en ocasiones erróneamente denominado Arpatellum, es un género de foraminífero bentónico de la subfamilia Patellininae, de la familia Patellinidae, suborden Spirillinina y del orden Robertinida. Su especie tipo es Patellina corrugata. Su rango cronoestratigráfico abarca desde el Aptiense (Cretácico inferior) hasta la Actualidad.

## Clasificación
Se han descrito numerosas especies de Patellina. Entre las especies más interesantes o más conocidas destacan:
- Patellina advena
- Patellina campanaeformis
- Patellina corrugata
- Patellina egyptiensis
- Patellina nitida
- Patellina piripaua

Un listado completo de las especies descritas en el género Patellina puede verse en el siguiente anexo.